# Juha Janhunen
Juha Antero Janhunen (ur. 12 lutego 1952 w Pori) – fiński językoznawca, orientalista. Specjalizuje się w językach samojedzkich i mongolskich. Zajmuje się komparatystyką językoznawczą, etnohistorią, lingwistyką terenową, problematyką języków zagrożonych i ich rewitalizacją.
Jest absolwentem Uniwersytetu Helsińskiego. W 1976 r. ukończył studia magisterskie, a w 1986 r. uzyskał doktorat z języków samojedzkich. W 1994 r. objął stanowisko profesora języków i kultur wschodnioazjatyckich.

## Wybrana twórczość
- The Mongolic languages (red., 2003)
- Khamnigan Mongol (2005)
- New Materials on the Khitan Small Script: A Critical Edition of Xiao Dilu and Yelü Xiangwen (współautorstwo, 2010)
- Mongolian (2012)